# Somewhere in Turkey
Somewhere in Turkey è una comica muta del 1918 diretto da Alfred J. Goulding con Harold Lloyd.

## Trama
Un sultano turco cattura ed imprigiona una giovane donna. Subito dopo, il sultano cattura anche un esploratore e il suo assistente. L'esploratore usa una serie di stratagemmi per evadere dalle guardie del sultano, poi riceve un'opportunità per salvare la ragazza.